# Јуриј Пшеничников
Јуриј Павлович Пшеничников (рус. Юрий Павлович Пшеничников; 2. јун 1940 — 20. децембар 2019) био је руски и совјетски фудбалер и тренер. Играо је на позицији голмана. 

## Биографија
Поникао је у млађим категоријама клуба Трудовје Ташкент, где је започео фудбалску каријеру. Године 1960. придружио се Пакхакору из Ташкента, где је играо 8 година. У периоду од 1968. до 1971. бранио је боје московског ЦСКА. Године 1972. вратио се у Пахтакор Ташкент, где је завршио фудбалску каријеру.
Био је део репрезентације СССР-а на Европском првенству 1968. године у Италији. Укупно је наступио 19 пута за репрезентацију Совјетског Савеза.

## Успеси

### Клуб
- Првенство СССР: 1970.